# Серпокрилечні
Серпокрилечні (Apodinae) — підродина птахів родини серпокрильцевих (Apodidae). Включає 17 родів з 83 видами в 3 трибах. Поширені по всьому світу, крім Антарктиди.

## Опис
Характерним для триби Chaeturini є те, що стрижні стернових (хвостових) пер птахів виходять за межі опахал. Деякі види триби Collocaliini характеризуються здатністю до ехолокації. Характерним для Apodini є те, що стрижні стернових пер не виходять за межі опахал і птахи не здатні до ехолокації.

## Роди
- Салангана (Collocalia) — 11 видів;
- Бура салангана (Aerodramus) — 28 видів;
- Велика салангана (Hydrochous) — 1 вид;
- Зімбабвійський серпокрилець (Schoutedenapus) — 1 вид;
- Чорнохвостий голкохвіст (Mearnsia) — 2 види;
- Бурий голкохвіст (Zoonavena) — 3 види;
- Плямистоволий голкохвіст (Telacanthura) — 2 види;
- Білохвостий голкохвіст (Rhaphidura) — 2 види;
- Африканський голкохвіст (Neafrapus) — 2 види;
- Колючохвіст (Hirundapus) — 4 види;
- Голкохвіст (Chaetura) — 11 видів;
- Строкатий серпокрилець (Aeronautes) — 3 види;
- Серпокрилець-крихітка (Tachornis) — 3 види;
- Серпокрилець-вилохвіст (Panyptila) — 2 види;
- Пальмовий серпокрилець (Cypsiurus) — 3 види;
- Білочеревий серпокрилець (Tachymarptis) — 3 види;
- Серпокрилець (Apus)— 20 видів.